# 가미미사키촌
가미미사키촌(上岬村)은 후쿠이현 뉴군에 있던 촌이다. 현재의 에치젠정 북서쪽에 해당한다.

## 역사
- 1889년 4월 1일 - 정촌제 시행에 의해 뉴군 가미미사키촌이 성립하였다.
- 1907년 8월 1일 - 시카우라촌과 합병해 시카우라촌이 성립하였다.

## 참고문헌
- 角川日本地名大辞典 18 福井県